# Ramiro Moliner Inglés
Ramiro Moliner Inglés (ur. 13 marca 1941 w Castelserás w Hiszpanii, zm. 20 sierpnia 2024 w Alcañiz) – duchowny katolicki, arcybiskup, nuncjusz apostolski.

## Życiorys
19 marca 1965 otrzymał święcenia kapłańskie i został inkardynowany do archidiecezji Saragossy. W 1970 rozpoczął przygotowanie do służby dyplomatycznej na Papieskiej Akademii Kościelnej.
2 stycznia 1993 został mianowany przez Jana Pawła II nuncjuszem apostolskim w Papui-Nowej Gwinei i na Wyspach Salomona oraz biskupem tytularnym diecezji Sarda. Sakry biskupiej 22 lutego 1993 udzielił mu kardynał Antonio María Javierre Ortas. 
Następnie w 1997 został przedstawicielem Watykanu w Gwatemali. W latach 2004–2008 był nuncjuszem apostolskim w Etiopii będąc równocześnie akredytowanym w Dżibuti i Somalii. 
26 lipca 2008 został przeniesiony do nuncjatury w Albanii.
1 września 2016 przeszedł na emeryturę.